# Чёрная Речка (Новокузнецк)
Чёрная Речка — упразднённый посёлок в Новокузнецком городском округе Кемеровской области России. Исключён из учётных данных в 2000 году. Фактически включен в состав города Новокузнецк.

## География
Чёрная Речка располагался на одноименном ручье в Заводском районе города Новокузнецка, на расстоянии приблизительно 5 км по прямой к югу от железнодорожной станции Новокузнецк-Северный.

## История
ешением ОИК № 204/271 от 469 от 2 сентября 1968 года посёлок Чёрная Речка Сидоровского сельсовета Новокузнецкого района передан в административное подчинение Заводского райсовета города Новокузнецк.
Законом Кемеровской области от 25 октября 2000 года № 708 посёлок исключен из учётных данных.

## Население
| 1970 | 1979 | 1989 |
| ---- | ---- | ---- |
| 193  | ↘110 | ↘66  |